# Alcool primaire
En chimie, un alcool est dit primaire, lorsque le groupe hydroxyle –OH est porté par un atome de carbone primaire, c'est-à-dire lié à un seul autre atome de carbone.
Un alcool primaire est de la forme : 